# Паленсия, Франсиско
Франси́ско Пале́нсия (исп. Juan Francisco Palencia Hernández; 28 апреля 1973 в Мехико) — мексиканский футболист, нападающий и полузащитник. Выступал в сборной Мексики. Один из лучших мексиканских футболистов второй половины 1990-х и 2000-х годов.

## Биография
Паленсия поступил в спортивную школу «Крус Асуля» в возрасте 13 лет, а на профессиональном уровне дебютировал в 21 год. По окончании сезона 1995/96 Паленсия был награждён премией лучшему новичку года в Примере Мексики. За 7 лет, проведённых в составе «цементников», Паленсия дважды выигрывал Кубок чемпионов КОНКАКАФ, становился чемпионом Мексики, а в 2001 году дошёл с командой «Синего креста» до финала Кубка Либертадорес. Франсиско своей игрой и преданностью клубу получил капитанскую повязку в «Крус Асуле».
После поражения в финале главного южноамериканского клубного соревнования Паленсия был отдан в аренду барселонскому клубу «Эспаньол», в котором провёл довольно успешный сезон. С 2003 по 2005 год Паленсия был одним из лидеров мексиканской «Гвадалахары», и помог ей дойти до полуфинала Кубка Либертадорес 2005, в котором забил пять голов. В сезоне 2005/06 он выступал за команду «Чивас США», созданную в Соединённых Штатах как раз в честь предыдущего клуба Франсиско. В дебютном для себя матче он отметился двумя забитыми голами в ворота соперников. В 2006 году он был выбран капитаном «Чивас США». Паленсия стал на тот момент самым высокооплачиваемым футболистом MLS (он получал 1,36 млн долларов в год). В январе 2007 года ветеран принял решение вернуться в Мексику, в клуб «УНАМ Пумас», где выступает по сей день. После этого последовало возвращение игрока в национальную сборную страны.
За сборную Мексики Паленсия дебютировал против сборной Боливии 8 июня 1996 года в игре товарищеского международного турнира, который проходил в североамериканском городе Даллас. В первой же игре за «ацтеков» Франсиско отметился забитым голом. Впоследствии Паленсия принимал участие во множестве международных турниров сборной: Олимпиаде в Атланте в том же 1996 году; он выиграл три Золотых Кубка КОНКАКАФ (в 1996, 1998, 2003 годах); стал победителем Кубка конфедераций в 1999 году (также играл на турнире 1997 года); принимал участие в трёх Кубках Америки (1997, 1999, 2004), причём в первых двух сборная Мексики занимала третье место; был участником двух чемпионатов мира (1998, 2002), на которых мексиканцы доходили до стадии 1/8 финала.

## Достижения
- Чемпион Мексики (2): 1997, 2009 (Клаусура)
- Победитель Кубка чемпионов КОНКАКАФ: 1996/97
- Финалист Кубка Либертадорес: 2001
- Победитель Кубка конфедераций: 1999
- Чемпион Золотого кубка КОНКАКАФ (3): 1996, 1998, 2003